# Coronilla

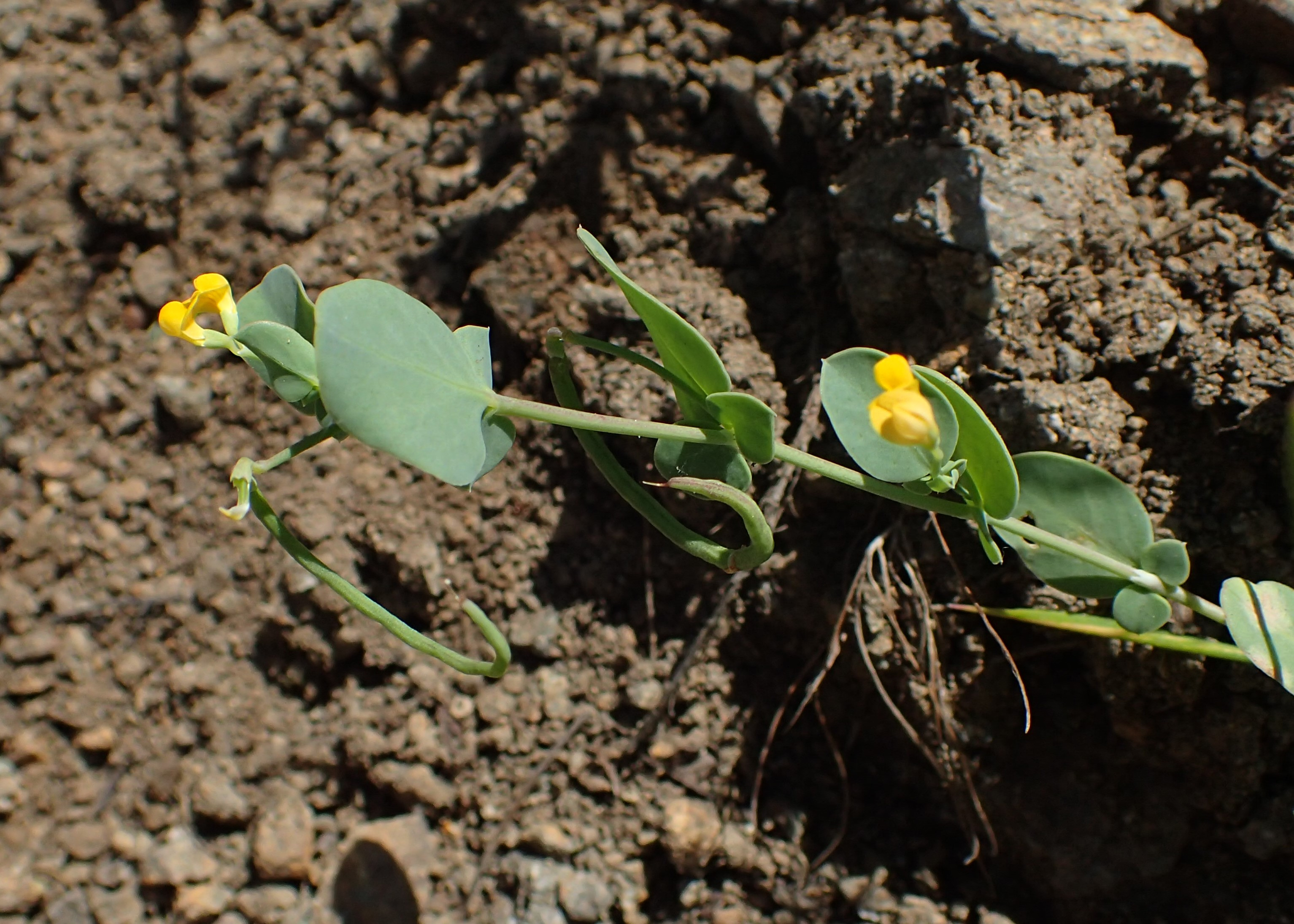
Coronilla scorpioides

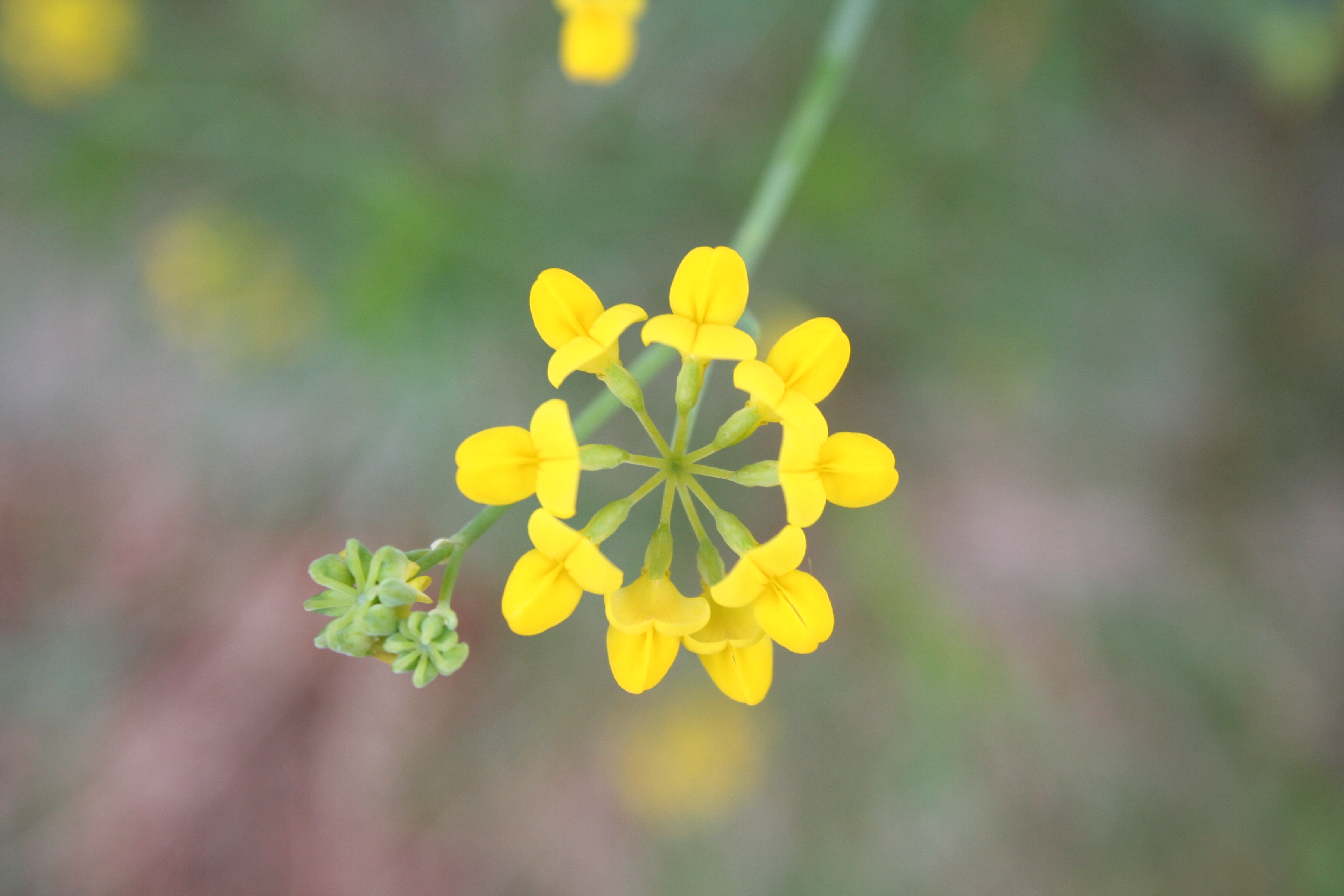
Coronilla minima

Chi Coronilla có các loài cây thân thảo và cây bụi Cựu thế giới.
Các loài Coronilla bị một số ấu trùng của vài loài Lepidoptera ăn bao gồm ấu trùng loài Coleophora coronillae (chỉ ăn Coronilla varia) và Coleophora vicinella.
Loài Coronilla gồm có:
- Coronilla glauca
- Coronilla iberica
- Coronilla minima
- Coronilla valentina
- Coronilla varia L.

## Hình ảnh

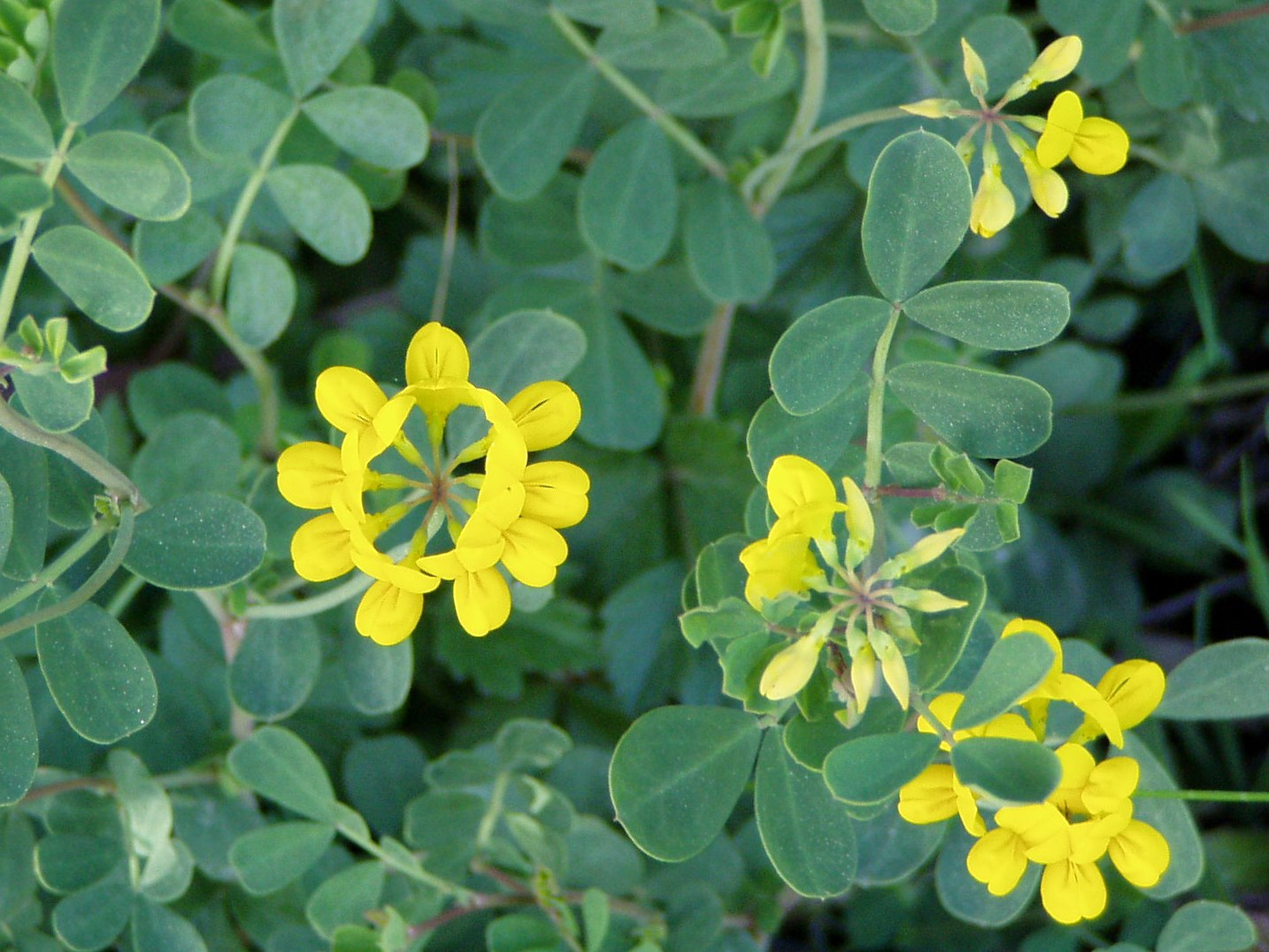
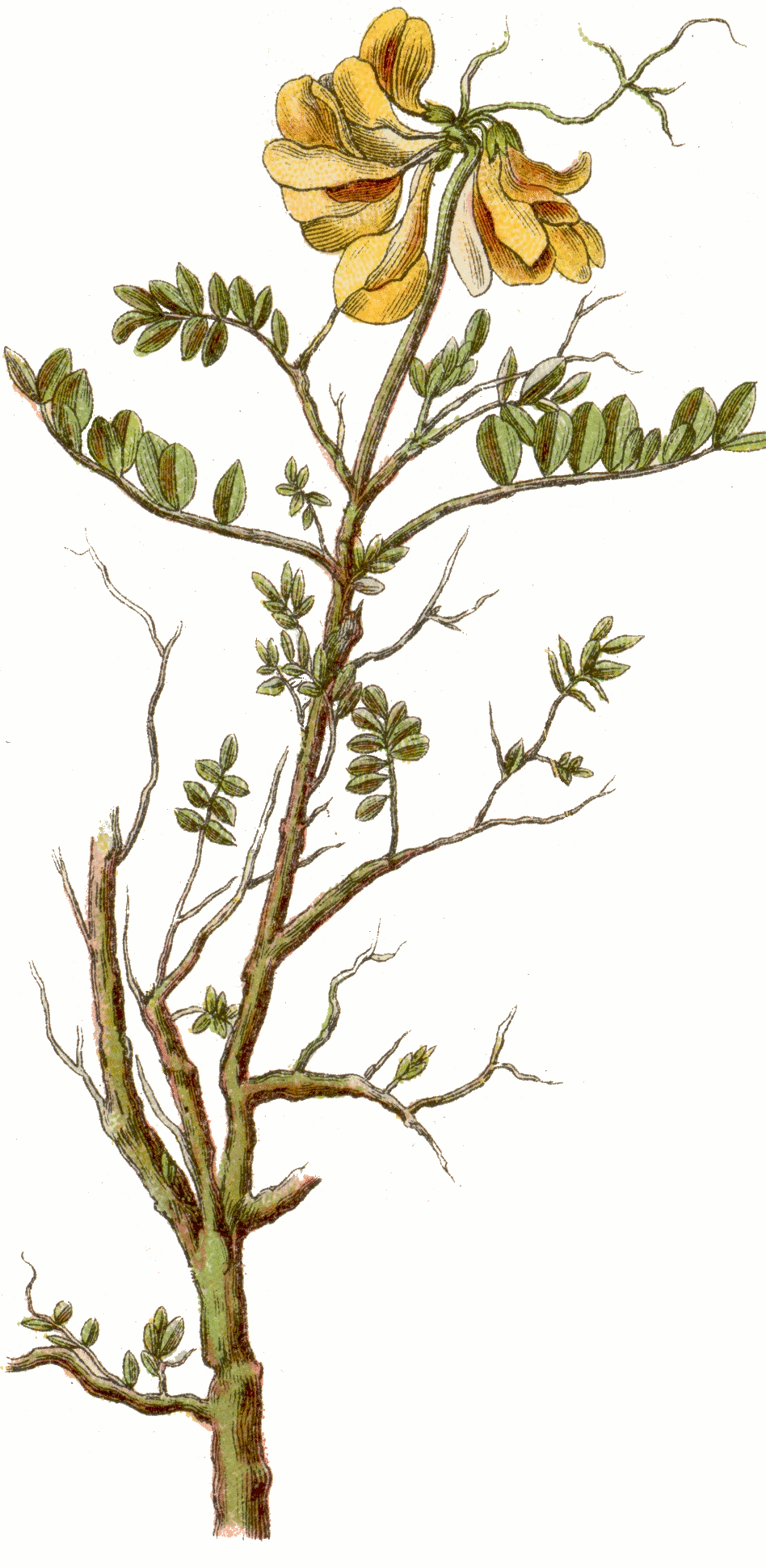